# Fußball in Norwegen
Trotz einer wintersportbegeisterten Bevölkerung, ist es in Norwegen der Fußballverband, der die größte Anzahl aktiver Sportler aller Fachsportverbände stellt.
Der Grund warum der norwegischen Bevölkerung die nordische Skiweltmeisterschaft wichtiger als die Fußball-Weltmeisterschaft erscheint, liegt möglicherweise an dem fehlenden internationalen Erfolg der Fußballer. Diese Aussage gilt aber nur für die Herren. Die Nationalmannschaft der Frauen ist unter den erfolgreichsten der Welt. Zweimal Europameister, einmal Weltmeister und einmal Goldmedaille bei den Olympischen Spielen ist der Bilanz. Die Herrennationalmannschaft kann keine Titel oder Endspiele bei großen Turnieren vorweisen. Das beste Resultat bisher ist eine Bronzemedaille bei den Olympischen Spielen 1936 in Berlin und der Einzug ins Achtelfinale bei der Weltmeisterschaft 1998 in Frankreich.
Auf Vereinsebene wurden keine internationalen Titel eingefahren. Das beste Ergebnis bisher erreichten bei den Frauen Trondheims-Ørn und Kolbotn, die 2002 bzw. 2004 ins Viertelfinale des UEFA Women’s Cups einzogen. Bei den Herren erreichte Rosenborg Trondheim in den Spielzeiten 1996/97 das Viertelfinale und 1999/2000 als Gruppensieger die Zwischenrunde in der UEFA Champions League. Lyn Oslo und Brann Bergen erreichten 1969 bzw. 1997 das Viertelfinale des Europapokals der Pokalsieger.

## Verband
Der Norges Fotballforbund (NFF), auf Deutsch Norwegischer Fußballverband, wurde 1902 gegründet. Mit 1861 Vereinen und etwa 375.000 Mitgliedern (2015) ist er der größte Sport-Fachverband Norwegens. 2015 hatten dessen 1861 Vereine, 29972 Mannschaften für den Ligabetrieb angemeldet. Der Frauenanteil der Mitglieder liegt bei 30 %. Als Unterstruktur gibt es 18 regionale Kreisverbände.
Der NFF gehört dem Norwegischen Sportverband an. Er trat 1908 der FIFA, und 1954 der UEFA bei.

## Saison
Anders als in Deutschland und in den meisten europäischen Staaten, erstreckt sich die norwegische Fußballsaison vom Anfang Frühjahr bis zum Ende Herbst. In der höchsten Spielklasse startet der Spielbetrieb meistens Mitte März. Mitte November wird die Saison mit dem Pokalfinale und den Relegationsspielen abgeschlossen.

## Ligasystem
Im norwegischen Ligasystem sind die zwei höchsten Spielklassen professionelle Ligen. Die dritthöchste Spielklasse ist gleichzeitig die höchste Amateurspielklasse. Die professionellen Ligen sind eingleisig. Mannschaften die dort spielen, brauchen neben der sportlichen Qualifikation eine vom Verband erteilte Profilizenz. Die zwei höchsten Amateurspielklassen, das dritte und das vierte Niveau der Ligapyramide, sind mehrgleisige überregionale Ligen. Unter überregional ist zu verstehen, dass die Mannschaften einer Liga aus mehreren unterschiedlichen Kreisverbänden stammen. Die Ligen können aber nicht geographischen Regionen zugeordnet werden. Die Mannschaften einer Spielklasse werden jedes Jahr neu auf die parallele Ligen verteilt. Dabei werden Kriterien, bei denen eine möglichst gleichmäßige Verteilung der Reisekosten erreicht werden soll, zugrunde gelegt.
Ab der fünfthöchsten Spielklasse organisieren die 18 Kreisverbände eigenständig den Meisterschaftsbetrieb. Die Breite der einzelnen Spielklassen und auch die Anzahl der Spielklassen sind in den jeweiligen Kreisen unterschiedlich.

### Strukturänderung der Liga seit der Saison 2017
Das norwegische Ligasystem wurde mit der Saison 2016 umgebaut. 2016 war ein Übergangsjahr mit besonderen Auf- und Abstiegsmodalitäten. Seit der Saison 2017 ist die Ligapyramide gespitzt. Die zwei höchsten Spielklassen, die sowieso eingleisig sind, bleiben auch bezüglich der Mannschaftsstärke unverändert. Allerdings steigen seit 2017 nur zwei statt bisher vier Mannschaften aus der zweithöchsten Liga direkt ab. Der drittletzte muss in die Relegation.
In den nächsten zwei Spielklassen wurden radikale Veränderungen durchgeführt. Auf dem dritten Niveau reduzierte sich die Anzahl der Ligen von 4 auf 2 und auf dem vierten Niveau gibt es nur noch 6 statt bisher 12 Ligen. Auf dem fünften Niveau bleiben von 26 Ligen noch 24. Der ursprüngliche Plan, die fünfte Spielklasse auf 18 Ligen zu reduzieren, bekam nach Widerstand der kleinen Vereine, keine Mehrheit auf der Jahreshauptversammlung des Fußballverbandes.

### Ligapyramide 2016
| Ebene | Spielklasse | Spielklasse | Spielklasse | Spielklasse | Spielklasse | Spielklasse | Spielklasse | Spielklasse | Spielklasse | Spielklasse | Spielklasse | Spielklasse |
| ----- | --- | --- | --- | --- | --- | --- | --- | --- | --- | --- | --- | --- |
| 1     | Tippeligaen (Eliteserien – 0. Divisjon) 16 Vereine Platz 1: Seriemester (Liga-Meister) + UEFA-Champions-League-Qualifikation Platz 2–3: UEFA Europa League-Qualifikation Platz 4: Im Falle der Pokalsieger unter den 3 ersten der Liga ist: Teilnahme an UEFA Europa League-Qualifikation Platz 14: Relegation Platz 15–16: Absteiger | Tippeligaen (Eliteserien – 0. Divisjon) 16 Vereine Platz 1: Seriemester (Liga-Meister) + UEFA-Champions-League-Qualifikation Platz 2–3: UEFA Europa League-Qualifikation Platz 4: Im Falle der Pokalsieger unter den 3 ersten der Liga ist: Teilnahme an UEFA Europa League-Qualifikation Platz 14: Relegation Platz 15–16: Absteiger | Tippeligaen (Eliteserien – 0. Divisjon) 16 Vereine Platz 1: Seriemester (Liga-Meister) + UEFA-Champions-League-Qualifikation Platz 2–3: UEFA Europa League-Qualifikation Platz 4: Im Falle der Pokalsieger unter den 3 ersten der Liga ist: Teilnahme an UEFA Europa League-Qualifikation Platz 14: Relegation Platz 15–16: Absteiger | Tippeligaen (Eliteserien – 0. Divisjon) 16 Vereine Platz 1: Seriemester (Liga-Meister) + UEFA-Champions-League-Qualifikation Platz 2–3: UEFA Europa League-Qualifikation Platz 4: Im Falle der Pokalsieger unter den 3 ersten der Liga ist: Teilnahme an UEFA Europa League-Qualifikation Platz 14: Relegation Platz 15–16: Absteiger | Tippeligaen (Eliteserien – 0. Divisjon) 16 Vereine Platz 1: Seriemester (Liga-Meister) + UEFA-Champions-League-Qualifikation Platz 2–3: UEFA Europa League-Qualifikation Platz 4: Im Falle der Pokalsieger unter den 3 ersten der Liga ist: Teilnahme an UEFA Europa League-Qualifikation Platz 14: Relegation Platz 15–16: Absteiger | Tippeligaen (Eliteserien – 0. Divisjon) 16 Vereine Platz 1: Seriemester (Liga-Meister) + UEFA-Champions-League-Qualifikation Platz 2–3: UEFA Europa League-Qualifikation Platz 4: Im Falle der Pokalsieger unter den 3 ersten der Liga ist: Teilnahme an UEFA Europa League-Qualifikation Platz 14: Relegation Platz 15–16: Absteiger | Tippeligaen (Eliteserien – 0. Divisjon) 16 Vereine Platz 1: Seriemester (Liga-Meister) + UEFA-Champions-League-Qualifikation Platz 2–3: UEFA Europa League-Qualifikation Platz 4: Im Falle der Pokalsieger unter den 3 ersten der Liga ist: Teilnahme an UEFA Europa League-Qualifikation Platz 14: Relegation Platz 15–16: Absteiger | Tippeligaen (Eliteserien – 0. Divisjon) 16 Vereine Platz 1: Seriemester (Liga-Meister) + UEFA-Champions-League-Qualifikation Platz 2–3: UEFA Europa League-Qualifikation Platz 4: Im Falle der Pokalsieger unter den 3 ersten der Liga ist: Teilnahme an UEFA Europa League-Qualifikation Platz 14: Relegation Platz 15–16: Absteiger | Tippeligaen (Eliteserien – 0. Divisjon) 16 Vereine Platz 1: Seriemester (Liga-Meister) + UEFA-Champions-League-Qualifikation Platz 2–3: UEFA Europa League-Qualifikation Platz 4: Im Falle der Pokalsieger unter den 3 ersten der Liga ist: Teilnahme an UEFA Europa League-Qualifikation Platz 14: Relegation Platz 15–16: Absteiger | Tippeligaen (Eliteserien – 0. Divisjon) 16 Vereine Platz 1: Seriemester (Liga-Meister) + UEFA-Champions-League-Qualifikation Platz 2–3: UEFA Europa League-Qualifikation Platz 4: Im Falle der Pokalsieger unter den 3 ersten der Liga ist: Teilnahme an UEFA Europa League-Qualifikation Platz 14: Relegation Platz 15–16: Absteiger | Tippeligaen (Eliteserien – 0. Divisjon) 16 Vereine Platz 1: Seriemester (Liga-Meister) + UEFA-Champions-League-Qualifikation Platz 2–3: UEFA Europa League-Qualifikation Platz 4: Im Falle der Pokalsieger unter den 3 ersten der Liga ist: Teilnahme an UEFA Europa League-Qualifikation Platz 14: Relegation Platz 15–16: Absteiger | Tippeligaen (Eliteserien – 0. Divisjon) 16 Vereine Platz 1: Seriemester (Liga-Meister) + UEFA-Champions-League-Qualifikation Platz 2–3: UEFA Europa League-Qualifikation Platz 4: Im Falle der Pokalsieger unter den 3 ersten der Liga ist: Teilnahme an UEFA Europa League-Qualifikation Platz 14: Relegation Platz 15–16: Absteiger |
| 2     | OBOS-Ligaen (1. Divisjon) 16 Vereine Platz 1–2: Aufsteiger Platz 3–6: Qualifikant für Relegationsspiel Platz 13–16: Absteiger | OBOS-Ligaen (1. Divisjon) 16 Vereine Platz 1–2: Aufsteiger Platz 3–6: Qualifikant für Relegationsspiel Platz 13–16: Absteiger | OBOS-Ligaen (1. Divisjon) 16 Vereine Platz 1–2: Aufsteiger Platz 3–6: Qualifikant für Relegationsspiel Platz 13–16: Absteiger | OBOS-Ligaen (1. Divisjon) 16 Vereine Platz 1–2: Aufsteiger Platz 3–6: Qualifikant für Relegationsspiel Platz 13–16: Absteiger | OBOS-Ligaen (1. Divisjon) 16 Vereine Platz 1–2: Aufsteiger Platz 3–6: Qualifikant für Relegationsspiel Platz 13–16: Absteiger | OBOS-Ligaen (1. Divisjon) 16 Vereine Platz 1–2: Aufsteiger Platz 3–6: Qualifikant für Relegationsspiel Platz 13–16: Absteiger | OBOS-Ligaen (1. Divisjon) 16 Vereine Platz 1–2: Aufsteiger Platz 3–6: Qualifikant für Relegationsspiel Platz 13–16: Absteiger | OBOS-Ligaen (1. Divisjon) 16 Vereine Platz 1–2: Aufsteiger Platz 3–6: Qualifikant für Relegationsspiel Platz 13–16: Absteiger | OBOS-Ligaen (1. Divisjon) 16 Vereine Platz 1–2: Aufsteiger Platz 3–6: Qualifikant für Relegationsspiel Platz 13–16: Absteiger | OBOS-Ligaen (1. Divisjon) 16 Vereine Platz 1–2: Aufsteiger Platz 3–6: Qualifikant für Relegationsspiel Platz 13–16: Absteiger | OBOS-Ligaen (1. Divisjon) 16 Vereine Platz 1–2: Aufsteiger Platz 3–6: Qualifikant für Relegationsspiel Platz 13–16: Absteiger | OBOS-Ligaen (1. Divisjon) 16 Vereine Platz 1–2: Aufsteiger Platz 3–6: Qualifikant für Relegationsspiel Platz 13–16: Absteiger |
| 3     | PostNord-ligaen (2. Divisjon) avdeling 1 14 Vereine Platz 1: Aufsteiger Platz 8–14: Absteiger | PostNord-ligaen (2. Divisjon) avdeling 1 14 Vereine Platz 1: Aufsteiger Platz 8–14: Absteiger | PostNord-ligaen (2. Divisjon) avdeling 1 14 Vereine Platz 1: Aufsteiger Platz 8–14: Absteiger | PostNord-ligaen (2. Divisjon) avdeling 2 14 Vereine Platz 1: Aufsteiger Platz 8–14: Absteiger | PostNord-ligaen (2. Divisjon) avdeling 2 14 Vereine Platz 1: Aufsteiger Platz 8–14: Absteiger | PostNord-ligaen (2. Divisjon) avdeling 2 14 Vereine Platz 1: Aufsteiger Platz 8–14: Absteiger | PostNord-ligaen (2. Divisjon) avdeling 3 14 Vereine Platz 1: Aufsteiger Platz 8–14: Absteiger | PostNord-ligaen (2. Divisjon) avdeling 3 14 Vereine Platz 1: Aufsteiger Platz 8–14: Absteiger | PostNord-ligaen (2. Divisjon) avdeling 3 14 Vereine Platz 1: Aufsteiger Platz 8–14: Absteiger | PostNord-ligaen (2. Divisjon) avdeling 4 14 Vereine Platz 1: Aufsteiger Platz 8–14: Absteiger | PostNord-ligaen (2. Divisjon) avdeling 4 14 Vereine Platz 1: Aufsteiger Platz 8–14: Absteiger | PostNord-ligaen (2. Divisjon) avdeling 4 14 Vereine Platz 1: Aufsteiger Platz 8–14: Absteiger |
| 4     | 3. divisjon avd. 1 14 Vereine Platz 5: könnte absteigen Platz 6–14: Absteiger | 3. divisjon avd. 2 14 Vereine Platz 5: könnte absteigen Platz 6–14: Absteiger | 3. divisjon avd. 3 14 Vereine Platz 5: könnte absteigen Platz 6–14: Absteiger | 3. divisjon avd. 4 14 Vereine Platz 5: könnte absteigen Platz 6–14: Absteiger | 3. divisjon avd. 5 14 Vereine Platz 5: könnte absteigen Platz 6–14: Absteiger | 3. divisjon avd. 6 14 Vereine Platz 5: könnte absteigen Platz 6–14: Absteiger | 3. divisjon avd. 7 14 Vereine Platz 5: könnte absteigen Platz 6–14: Absteiger | 3. divisjon avd. 8 14 Vereine Platz 5: könnte absteigen Platz 6–14: Absteiger | 3. divisjon avd. 9 14 Vereine Platz 5: könnte absteigen Platz 6–14: Absteiger | 3. divisjon avd. 10 14 Vereine Platz 5: könnte absteigen Platz 6–14: Absteiger | 3. divisjon avd. 11 12 Vereine Platz 5–12: Absteiger | 3. divisjon avd. 12 12 Vereine Platz 5–12: Absteiger |
| 5     | 4. Divisjon – 26 Ligen mit 10-14 Mannschaften. Die Ligen werden von den regionalen Verbänden betreut. | 4. Divisjon – 26 Ligen mit 10-14 Mannschaften. Die Ligen werden von den regionalen Verbänden betreut. | 4. Divisjon – 26 Ligen mit 10-14 Mannschaften. Die Ligen werden von den regionalen Verbänden betreut. | 4. Divisjon – 26 Ligen mit 10-14 Mannschaften. Die Ligen werden von den regionalen Verbänden betreut. | 4. Divisjon – 26 Ligen mit 10-14 Mannschaften. Die Ligen werden von den regionalen Verbänden betreut. | 4. Divisjon – 26 Ligen mit 10-14 Mannschaften. Die Ligen werden von den regionalen Verbänden betreut. | 4. Divisjon – 26 Ligen mit 10-14 Mannschaften. Die Ligen werden von den regionalen Verbänden betreut. | 4. Divisjon – 26 Ligen mit 10-14 Mannschaften. Die Ligen werden von den regionalen Verbänden betreut. | 4. Divisjon – 26 Ligen mit 10-14 Mannschaften. Die Ligen werden von den regionalen Verbänden betreut. | 4. Divisjon – 26 Ligen mit 10-14 Mannschaften. Die Ligen werden von den regionalen Verbänden betreut. | 4. Divisjon – 26 Ligen mit 10-14 Mannschaften. Die Ligen werden von den regionalen Verbänden betreut. | 4. Divisjon – 26 Ligen mit 10-14 Mannschaften. Die Ligen werden von den regionalen Verbänden betreut. |

### Ligapyramide 2017
| Ebene | Spielklasse | Spielklasse | Spielklasse | Spielklasse | Spielklasse | Spielklasse | Spielklasse | Spielklasse | Spielklasse | Spielklasse | Spielklasse | Spielklasse |
| ----- | --- | --- | --- | --- | --- | --- | --- | --- | --- | --- | --- | --- |
| 1     | Eliteserien (0. Divisjon) 16 Vereine Platz 1: Seriemester (Liga-Meister) + UEFA-Champions-League-Qualifikation Platz 2–3: UEFA Europa League-Qualifikation Platz 4: Im Falle der Pokalsieger unter den 3 ersten der Liga ist: Teilnahme an UEFA Europa League-Qualifikation Platz 14: Relegation Platz 15–16: Absteiger | Eliteserien (0. Divisjon) 16 Vereine Platz 1: Seriemester (Liga-Meister) + UEFA-Champions-League-Qualifikation Platz 2–3: UEFA Europa League-Qualifikation Platz 4: Im Falle der Pokalsieger unter den 3 ersten der Liga ist: Teilnahme an UEFA Europa League-Qualifikation Platz 14: Relegation Platz 15–16: Absteiger | Eliteserien (0. Divisjon) 16 Vereine Platz 1: Seriemester (Liga-Meister) + UEFA-Champions-League-Qualifikation Platz 2–3: UEFA Europa League-Qualifikation Platz 4: Im Falle der Pokalsieger unter den 3 ersten der Liga ist: Teilnahme an UEFA Europa League-Qualifikation Platz 14: Relegation Platz 15–16: Absteiger | Eliteserien (0. Divisjon) 16 Vereine Platz 1: Seriemester (Liga-Meister) + UEFA-Champions-League-Qualifikation Platz 2–3: UEFA Europa League-Qualifikation Platz 4: Im Falle der Pokalsieger unter den 3 ersten der Liga ist: Teilnahme an UEFA Europa League-Qualifikation Platz 14: Relegation Platz 15–16: Absteiger | Eliteserien (0. Divisjon) 16 Vereine Platz 1: Seriemester (Liga-Meister) + UEFA-Champions-League-Qualifikation Platz 2–3: UEFA Europa League-Qualifikation Platz 4: Im Falle der Pokalsieger unter den 3 ersten der Liga ist: Teilnahme an UEFA Europa League-Qualifikation Platz 14: Relegation Platz 15–16: Absteiger | Eliteserien (0. Divisjon) 16 Vereine Platz 1: Seriemester (Liga-Meister) + UEFA-Champions-League-Qualifikation Platz 2–3: UEFA Europa League-Qualifikation Platz 4: Im Falle der Pokalsieger unter den 3 ersten der Liga ist: Teilnahme an UEFA Europa League-Qualifikation Platz 14: Relegation Platz 15–16: Absteiger | Eliteserien (0. Divisjon) 16 Vereine Platz 1: Seriemester (Liga-Meister) + UEFA-Champions-League-Qualifikation Platz 2–3: UEFA Europa League-Qualifikation Platz 4: Im Falle der Pokalsieger unter den 3 ersten der Liga ist: Teilnahme an UEFA Europa League-Qualifikation Platz 14: Relegation Platz 15–16: Absteiger | Eliteserien (0. Divisjon) 16 Vereine Platz 1: Seriemester (Liga-Meister) + UEFA-Champions-League-Qualifikation Platz 2–3: UEFA Europa League-Qualifikation Platz 4: Im Falle der Pokalsieger unter den 3 ersten der Liga ist: Teilnahme an UEFA Europa League-Qualifikation Platz 14: Relegation Platz 15–16: Absteiger | Eliteserien (0. Divisjon) 16 Vereine Platz 1: Seriemester (Liga-Meister) + UEFA-Champions-League-Qualifikation Platz 2–3: UEFA Europa League-Qualifikation Platz 4: Im Falle der Pokalsieger unter den 3 ersten der Liga ist: Teilnahme an UEFA Europa League-Qualifikation Platz 14: Relegation Platz 15–16: Absteiger | Eliteserien (0. Divisjon) 16 Vereine Platz 1: Seriemester (Liga-Meister) + UEFA-Champions-League-Qualifikation Platz 2–3: UEFA Europa League-Qualifikation Platz 4: Im Falle der Pokalsieger unter den 3 ersten der Liga ist: Teilnahme an UEFA Europa League-Qualifikation Platz 14: Relegation Platz 15–16: Absteiger | Eliteserien (0. Divisjon) 16 Vereine Platz 1: Seriemester (Liga-Meister) + UEFA-Champions-League-Qualifikation Platz 2–3: UEFA Europa League-Qualifikation Platz 4: Im Falle der Pokalsieger unter den 3 ersten der Liga ist: Teilnahme an UEFA Europa League-Qualifikation Platz 14: Relegation Platz 15–16: Absteiger | Eliteserien (0. Divisjon) 16 Vereine Platz 1: Seriemester (Liga-Meister) + UEFA-Champions-League-Qualifikation Platz 2–3: UEFA Europa League-Qualifikation Platz 4: Im Falle der Pokalsieger unter den 3 ersten der Liga ist: Teilnahme an UEFA Europa League-Qualifikation Platz 14: Relegation Platz 15–16: Absteiger |
| 2     | OBOS-Ligaen (1. Divisjon) 16 Vereine Platz 1–2: Aufsteiger Platz 3–6: Relegation Platz 14: Relegation Platz 15–16: Absteiger | OBOS-Ligaen (1. Divisjon) 16 Vereine Platz 1–2: Aufsteiger Platz 3–6: Relegation Platz 14: Relegation Platz 15–16: Absteiger | OBOS-Ligaen (1. Divisjon) 16 Vereine Platz 1–2: Aufsteiger Platz 3–6: Relegation Platz 14: Relegation Platz 15–16: Absteiger | OBOS-Ligaen (1. Divisjon) 16 Vereine Platz 1–2: Aufsteiger Platz 3–6: Relegation Platz 14: Relegation Platz 15–16: Absteiger | OBOS-Ligaen (1. Divisjon) 16 Vereine Platz 1–2: Aufsteiger Platz 3–6: Relegation Platz 14: Relegation Platz 15–16: Absteiger | OBOS-Ligaen (1. Divisjon) 16 Vereine Platz 1–2: Aufsteiger Platz 3–6: Relegation Platz 14: Relegation Platz 15–16: Absteiger | OBOS-Ligaen (1. Divisjon) 16 Vereine Platz 1–2: Aufsteiger Platz 3–6: Relegation Platz 14: Relegation Platz 15–16: Absteiger | OBOS-Ligaen (1. Divisjon) 16 Vereine Platz 1–2: Aufsteiger Platz 3–6: Relegation Platz 14: Relegation Platz 15–16: Absteiger | OBOS-Ligaen (1. Divisjon) 16 Vereine Platz 1–2: Aufsteiger Platz 3–6: Relegation Platz 14: Relegation Platz 15–16: Absteiger | OBOS-Ligaen (1. Divisjon) 16 Vereine Platz 1–2: Aufsteiger Platz 3–6: Relegation Platz 14: Relegation Platz 15–16: Absteiger | OBOS-Ligaen (1. Divisjon) 16 Vereine Platz 1–2: Aufsteiger Platz 3–6: Relegation Platz 14: Relegation Platz 15–16: Absteiger | OBOS-Ligaen (1. Divisjon) 16 Vereine Platz 1–2: Aufsteiger Platz 3–6: Relegation Platz 14: Relegation Platz 15–16: Absteiger |
| 3     | PostNord-ligaen (2. Divisjon) avdeling 1 14 Vereine Platz 1: Aufsteiger Platz 2: Relegation Platz 12–14: Absteiger | PostNord-ligaen (2. Divisjon) avdeling 1 14 Vereine Platz 1: Aufsteiger Platz 2: Relegation Platz 12–14: Absteiger | PostNord-ligaen (2. Divisjon) avdeling 1 14 Vereine Platz 1: Aufsteiger Platz 2: Relegation Platz 12–14: Absteiger | PostNord-ligaen (2. Divisjon) avdeling 1 14 Vereine Platz 1: Aufsteiger Platz 2: Relegation Platz 12–14: Absteiger | PostNord-ligaen (2. Divisjon) avdeling 1 14 Vereine Platz 1: Aufsteiger Platz 2: Relegation Platz 12–14: Absteiger | PostNord-ligaen (2. Divisjon) avdeling 1 14 Vereine Platz 1: Aufsteiger Platz 2: Relegation Platz 12–14: Absteiger | PostNord-ligaen (2. Divisjon) avdeling 2 14 Vereine Platz 1: Aufsteiger Platz 2: Relegation Platz 12–14: Absteiger | PostNord-ligaen (2. Divisjon) avdeling 2 14 Vereine Platz 1: Aufsteiger Platz 2: Relegation Platz 12–14: Absteiger | PostNord-ligaen (2. Divisjon) avdeling 2 14 Vereine Platz 1: Aufsteiger Platz 2: Relegation Platz 12–14: Absteiger | PostNord-ligaen (2. Divisjon) avdeling 2 14 Vereine Platz 1: Aufsteiger Platz 2: Relegation Platz 12–14: Absteiger | PostNord-ligaen (2. Divisjon) avdeling 2 14 Vereine Platz 1: Aufsteiger Platz 2: Relegation Platz 12–14: Absteiger | PostNord-ligaen (2. Divisjon) avdeling 2 14 Vereine Platz 1: Aufsteiger Platz 2: Relegation Platz 12–14: Absteiger |
| 4     | Norsk Tipping Ligaen (3. divisjon) avd. 1 14 Vereine Platz 1: Aufsteiger Platz 11–14: Absteiger | Norsk Tipping Ligaen (3. divisjon) avd. 1 14 Vereine Platz 1: Aufsteiger Platz 11–14: Absteiger | Norsk Tipping Ligaen (3. divisjon) avd. 2 14 Vereine Platz 1: Aufsteiger Platz 11–14: Absteiger | Norsk Tipping Ligaen (3. divisjon) avd. 2 14 Vereine Platz 1: Aufsteiger Platz 11–14: Absteiger | Norsk Tipping Ligaen (3. divisjon) avd. 3 14 Vereine Platz 1: Aufsteiger Platz 11–14: Absteiger | Norsk Tipping Ligaen (3. divisjon) avd. 3 14 Vereine Platz 1: Aufsteiger Platz 11–14: Absteiger | Norsk Tipping Ligaen (3. divisjon) avd. 4 14 Vereine Platz 1: Aufsteiger Platz 11–14: Absteiger | Norsk Tipping Ligaen (3. divisjon) avd. 4 14 Vereine Platz 1: Aufsteiger Platz 11–14: Absteiger | Norsk Tipping Ligaen (3. divisjon) avd. 5 14 Vereine Platz 1: Aufsteiger Platz 11–14: Absteiger | Norsk Tipping Ligaen (3. divisjon) avd. 5 14 Vereine Platz 1: Aufsteiger Platz 11–14: Absteiger | Norsk Tipping Ligaen (3. divisjon) avd. 6 14 Vereine Platz 1: Aufsteiger Platz 11–14: Absteiger | Norsk Tipping Ligaen (3. divisjon) avd. 6 14 Vereine Platz 1: Aufsteiger Platz 11–14: Absteiger |
| 5     | 4. Divisjon – 24 Ligen mit 12-14 Mannschaften. Die Ligen werden von den regionalen Verbänden betreut. Platz 1: Aufsteiger | 4. Divisjon – 24 Ligen mit 12-14 Mannschaften. Die Ligen werden von den regionalen Verbänden betreut. Platz 1: Aufsteiger | 4. Divisjon – 24 Ligen mit 12-14 Mannschaften. Die Ligen werden von den regionalen Verbänden betreut. Platz 1: Aufsteiger | 4. Divisjon – 24 Ligen mit 12-14 Mannschaften. Die Ligen werden von den regionalen Verbänden betreut. Platz 1: Aufsteiger | 4. Divisjon – 24 Ligen mit 12-14 Mannschaften. Die Ligen werden von den regionalen Verbänden betreut. Platz 1: Aufsteiger | 4. Divisjon – 24 Ligen mit 12-14 Mannschaften. Die Ligen werden von den regionalen Verbänden betreut. Platz 1: Aufsteiger | 4. Divisjon – 24 Ligen mit 12-14 Mannschaften. Die Ligen werden von den regionalen Verbänden betreut. Platz 1: Aufsteiger | 4. Divisjon – 24 Ligen mit 12-14 Mannschaften. Die Ligen werden von den regionalen Verbänden betreut. Platz 1: Aufsteiger | 4. Divisjon – 24 Ligen mit 12-14 Mannschaften. Die Ligen werden von den regionalen Verbänden betreut. Platz 1: Aufsteiger | 4. Divisjon – 24 Ligen mit 12-14 Mannschaften. Die Ligen werden von den regionalen Verbänden betreut. Platz 1: Aufsteiger | 4. Divisjon – 24 Ligen mit 12-14 Mannschaften. Die Ligen werden von den regionalen Verbänden betreut. Platz 1: Aufsteiger | 4. Divisjon – 24 Ligen mit 12-14 Mannschaften. Die Ligen werden von den regionalen Verbänden betreut. Platz 1: Aufsteiger |

## Ehrungen
Liga und Verband vergeben zum Abschluss der Saison Auszeichnungen in diversen Kategorien, genannt Kniksens hederspris und Gullballen.